# Lesbia Urquía
Lesbia Yaneth Urquía (Marcala, La Paz 1967-6 de julio de 2016) fue una activista de los derechos humanos hondureña. Fue una defensora del medio ambiente.

## Trayectoria
Fue una dirigente comunitaria  del Consejo Cívico de Organizaciones Populares e Indígenas de Honduras, Copinh, la misma organización a la que pertenecía Berta Cáceres. Se oponía a las privatizaciones de los ríos, porque son desviados y dejan de dar agua a las comunidades indígenas. Además las represas promueven la deforestación de estas zonas por empresas y afectan a la flora y fauna de estas tierras. Ella había combatido la construcción de una presa hidroeléctrica de inversores internacionales en La Paz. Los lencas consideraban que las presas afectarían su acceso a agua, comida y materiales para medicina, por lo que su modo de vida tradicional sería puesto en peligro. La construcción de esta presa hizo que el río Gualcarque dejara de suministrarles agua.
El 6 de julio de 2016 encontraron su cadáver en la ciudad de Marcala, cerca del vertedero. Fue asesinada de un machetazo en la cabeza por dos sicarios. El Consejo responsabilizó por la muerte al gobierno, específicamente a la presidenta de Partido Nacional y su esposo.
Urquía tenía tres hijos y 49 años al momento de ser asesinada.